# Culama
Culama is een geslacht van vlinders uit de familie van de Houtboorders (Cossidae), uit de onderfamilie van de Cossinae. De wetenschappelijke naam en de beschrijving van dit geslacht zijn voor het eerst gepubliceerd in 1856 door Francis Walker.

## Soorten
- Culama alpina Kallies & Hilton, 2012
- Culama anthracica Kallies & Hilton, 2012
- Culama australis Walker, 1856
- Culama caliginosa Walker, 1856
- Culama crepera Turner, 1939
- Culama dasythrix Turner, 1945
- Culama glauca Kallies & Hilton, 2012
- Culama suffusca Kallies & Hilton, 2012